# Halimeda velasquezii
Espèce
Halimeda velasquezii est une espèce d'algues vertes de la famille des Halimedaceae.